# Elektronová paramagnetická rezonance
Elektronová paramagnetická resonance (také EPR, elektronová spinová resonance, ESR, elektronová paramagnetická spektroskopie) je fyzikálně-chemická metoda sloužící pro zkoumání látek s nepárovými elektrony. Zkoumá rozdělení energií spinu nepárového elektronu v magnetickém poli a přechody mezi jednotlivými spinovými stavy vyvolané působením mikrovlnného záření. Elektronová paramagnetická rezonance se hlavně využívá při výzkumu radikálů a metaloproteinů.

## Historie
První elektronová paramagnetická resonance byla provedena v roce 1944 Jevgenijem Zavoiským (rusky Евгений Завойский) v Kazani, zatímco byla současně a nezávisle vyvíjena Brebisem Bleaneym v Oxfordu.

## Fyzikální princip

### Zjednodušený
Elektron je částice se záporným elektrickým nábojem a polovičním spinem, který se projevuje jako lokální magnetické pole. Jeho chování je tedy možné si velice zjednodušeně představit jako nularozměrnou (0D) magnetku. Pokud na něj nepůsobí vnější magnetické pole oba spinové stavy (+½ a -½) jsou stejně pravděpodobné a jsou na stejné energiové hladině. Ale ve vnějším magnetickém poli bude mít elektron tendenci orientovat se ve směru vnějšího magnetického pole (podobně jako střelka kompasu). Jeho spinový stav pak bude -½, a pro tento stav se energiová hladina elektronu sníži. (Pro ryby je taky energeticky výhodnější plavat po proudu.) Naproti tomu pro spinový stav +½ se energiová hladina zvýši. Takto dojde k rozdělení energiové hladiny a populace elektronů se spinem -½ se stane majoritní. Elektrony ale můžou dočasně přejít ze spinového stavu -½  do +½ pokud absorbují přesně také množství energie (fotony a fonony) odpovídajíci rozdílu energiových hladin. Tato energie obvykle odpovídá fotonům z oblasti mikrovln v elektromagnetickém spektru.